# Phillipp Mwene
Phillipp Mwene (Viena, 29 de janeiro de 1994) é um jogador de futebol profissional austríaco de ascendência queniana que atua como zagueiro no Mainz 05 e na seleção da Áustria.

## Carreira
Mwene fez seu primeiro jogo pelo Stuttgart II em 20 de abril de 2013, na 3. Liga, contra o Wacker Burghausen.
Em 2016, Mwene assinou com o Kaiserslautern. Na temporada 2017–18, ele jogou mais como lateral-direito, contribuindo com quatro gols e sete assistências em 31 partidas enquanto o clube foi rebaixado da 2. Bundesliga.
Em maio de 2018, o Mainz 05 da Bundesliga anunciou que Mwene se juntaria ao clube em uma transferência gratuita do Kaiserslautern para a temporada 2018–19.
Em 27 de maio de 2021, o PSV anunciou que Mwene se juntaria ao clube em uma transferência gratuita do Mainz 05, a partir de 1 de julho do mesmo ano.
Em 23 de agosto de 2023, Mwene retornou ao Mainz 05 com um contrato de três anos.

### Carreira internacional
Mwene nasceu em Viena e tem dupla cidadania do Quênia e da Áustria. Ele jogou pelas seleções de base da Áustria. Mwene estava na lista preliminar da Áustria para a Eurocopa de 2020.
Ele fez sua estreia pela seleção nacional de futebol da Áustria em 4 de setembro de 2021 em uma partida pelas eliminatórias da Copa do Mundo contra Israel, uma derrota por 5–2 fora de casa. Ele foi titular, jogando a partida inteira.

## Títulos
PSV
- Copa dos Países Baixos: 2021–22, 2022–23[8]
- Supercopa dos Países Baixos: 2021, 2022, 2023[9]

Individual
- Time do mês da Eredivisie: Dezembro de 2021[10]